# چن لویون
چن لویون (انگلیسی: Chen Luyun؛ ۷ ژوئن ۱۹۷۷ – ۲۳ دسامبر ۲۰۱۵) بازیکن زن بسکتبال اهل چین بود.
وی در مسابقات کشوری و بین‌المللی در مجموع برندهٔ ۱ مدال طلا شده‌است.